# Sergio Guzmán
Sergio 'Jeringa' Guzmán (Medellín, 26 de febrero de 1970) es un exfutbolista y entrenador colombiano. Actualmente no dirige a ningún club.

## Biografía
Sergio 'Jeringa' Guzmán creció en uno de los barrios más humildes del municipio de Bello, Colombia. Se inició y debutó como futbolista en el Envigado F. C. donde logró el ascenso y permanenció en el club durante 6 años, hasta que en 1996 es cedido una temporada en calidad de préstamo al Independiente Medellín posteriormente regresaría al Envigado F. C. para 1997, y al final de este, regresó al Independiente Medellín en donde jugó hasta finales del 1999.
Para enero de 2000 llegó a Bogotá para jugar con Santa Fe siendo dirigido por el Pecoso Castro. Allí permanece hasta junio del mismo año cuando tiene su primera experiencia internacional con el Sporting Cristal de Perú. A su regreso al país fucha con el Atlético Nacional donde permanece 2 años. Luego volvería a jugar para el Deportivo Independiente Medellín y el Envigado F. C.
Entre 2006 y 2007 juega en tierras cafeteras, al servicio del Deportes Quindio y el Once Caldas. Para 2008 tendría su segunda experiencia internacional en el fútbol de Panamá en donde se consagrá campeón con el Árabe Unido. Después regresa a Colombia donde se retira a la edad de 41 años al servicio del Itagüí Ditaires.
'Jeringa' culminó su carrera habiendo disputado 700 partidos en los que anotó 25 goles y celebró 3 títulos.

## Entrenador
Tras retirarse en el Itagüí Ditaires, Fernando Salazar dueño del club le ofrece dirigir las divisiones menores del cuadro 'dorado' a lo cual él acepta y durante labora en el cargo. Tras la salida del entrenador Hernan Torres del equipo profesional y la llega de Leonel Álvarez, Jeringa es promovido al equipo profesional en calidad de asistente técnico ejerciendo durante 2013 y 2014.
En febrero de 2015 debutá como entrenador en propiedad dirigiendo al equipo Árabe Unido de la liga Panameña con el cual logra tres títulos y dos subtítulos hasta su renuncia en diciembre de 2017. Con el Árabe Unido dirigió en 142 oportunidades entre torneos nacionales e internacionales con un saldo de 72 victorias, 32 empates y 38 derrotas.
En 2018 regresa al Colombia como asistente técnico del Cacique Bernal en el equipo Águilas Doradas. Para 2019 ejerce la misma función pero ahora ayudando a Oscar Upegui en el Jaguares de Córdoba.
A finales de septiembre de 2019 retorna a la dirección técnica del Deportivo Árabe Unido de Panamá hasta septiembre de 2020. Posteriormente fue nuevamente contratado el 23 de diciembre de 2020, luego de finalizado el Torneo Clausura para dirigir el Torneo Apertura 2021, fue cesado el 23 de agosto de 2021, luego de victoria 1 - 2 contra Alianza.
En enero de 2023 se confirma como nuevo entrenador del Moca FC de República Dominicana siendo el segundo entrenador colombiano en hacerlo tras José René Cortina. Estaría en el cargo hasta el 13 de  noviembre de 2023, luego de haber sido subcampeón de la Liga y dejar clasificado al equipo a la final de la Copa Caribeña de la Concacaf 2023.

## Clubes

### Como jugador
| Club                   | País       | Año         |
| Inferiores             | Inferiores | Inferiores  |
| ---------------------- | ---------- | ----------- |
| Millonarios            | Colombia   | 1988        |
| Profesional            |            |             |
| Envigado F. C.         | Colombia   | 1991 - 1996 |
| Independiente Medellín | Colombia   | 1996        |
| Envigado F. C.         | Colombia   | 1997        |
| Independiente Medellín | Colombia   | 1998 - 1999 |
| Santa Fe               | Colombia   | 2000        |
| Sporting Cristal       | Perú       | 2000        |
| Atlético Nacional      | Colombia   | 2001 - 2002 |
| Independiente Medellín | Colombia   | 2003        |
| Envigado F. C.         | Colombia   | 2004 - 2005 |
| Deportes Quindío       | Colombia   | 2006        |
| Once Caldas            | Colombia   | 2007        |
| Árabe Unido            | Panamá     | 2008        |
| Itagüí Ditaires        | Colombia   | 2008 - 2011 |

### Como asistente
| Club                     | País                     | Año                      | Asistente de             | Partidos Asistidos |
| ------------------------ | ------------------------ | ------------------------ | ------------------------ | ------------------ |
| Itagüí Ditaires          | Colombia                 | 2012                     | Leonel Álvarez           | 26                 |
| Deportivo Cali           | Colombia                 | 2013 - 2014              | Leonel Álvarez           | 82                 |
| Águilas Doradas          | Colombia                 | 2018 - 2019              | Jorge Luis Bernal        | 30                 |
| Jaguares de Córdoba      | Colombia                 | 2019                     | Oscar Upegui             | 24                 |
| Total partidos asistidos | Total partidos asistidos | Total partidos asistidos | Total partidos asistidos | 162                |

### Como entrenador
| Club                     | País                     | Año                      | Partidos Dirigidos |
| ------------------------ | ------------------------ | ------------------------ | ------------------ |
| CD Árabe Unido           | Panamá                   | 2015 - 2017              | 135                |
| CD Árabe Unido           | Panamá                   | 2019 - 2020              | 17                 |
| CD Árabe Unido           | Panamá                   | 2021                     | 19                 |
| Moca FC                  | República Dominicana     | 2023                     | 36                 |
| Total partidos dirigidos | Total partidos dirigidos | Total partidos dirigidos | 207                |

## Estadísticas como jugador
| Club                              | Temporada              | Liga | Liga  | Copas Internacionales | Copas Internacionales | Total | Total |
| Club                              | Temporada              | PJ.  | Goles | PJ.                   | Goles                 | PJ.   | Goles |
| --------------------------------- | ---------------------- | ---- | ----- | --------------------- | --------------------- | ----- | ----- |
| Envigado FC · Colombia            | 1992-96, 1997, 2004-05 | 296  | 8     | Inexistentes          | Inexistentes          | 296   | 8     |
| Independiente Medellín · Colombia | 1996, 1998-99, 2003    | 136  | 6     | Inexistentes          | Inexistentes          | 136   | 6     |
| Santa Fe · Colombia               | 2000                   | 20   | 0     | Inexistentes          | Inexistentes          | 20    | 0     |
| Sporting Cristal · Perú           | 2000                   | 21   | 0     | Inexistentes          | Inexistentes          | 21    | 0     |
| Atlético Nacional · Colombia      | 2001-02                | 67   | 3     | 8                     | 0                     | 75    | 3     |
| Deportes Quindío · Colombia       | 2006                   | 26   | 0     | Inexistentes          | Inexistentes          | 26    | 0     |
| Once Caldas · Colombia            | 2007                   | 10   | 0     | Inexistentes          | Inexistentes          | 10    | 0     |
| Árabe Unido · Panamá              | 2008                   | ?    | ?     | Inexistentes          | Inexistentes          | ?     | ?     |
| Itagüí Ditaires · Colombia        | 2008-11                | 84   | 8     | Inexistentes          | Inexistentes          | 84    | 8     |
| Total en su carrera               | Total en su carrera    | 660  | 25    | 8                     | 0                     | 668   | 25    |

## Estadísticas como entrenador
| Árabe Unido · Panamá           | 1ª                  | C-2015              | 16  | 8  | 7  | 1  | - | - | - | - | -  | -  | - | - | 16  | 8   | 7  | 1  | 64.58% |
| Árabe Unido · Panamá           | 1ª                  | A-2015              | 21  | 13 | 4  | 4  | 1 | 0 | 0 | 1 | 4  | 2  | 0 | 2 | 26  | 15  | 4  | 7  | 62.82% |
| Árabe Unido · Panamá           | 1ª                  | C-2016              | 20  | 8  | 4  | 8  | - | - | - | - | -  | -  | - | - | 20  | 8   | 4  | 8  | 46.67% |
| Árabe Unido · Panamá           | 1ª                  | A-2016              | 21  | 11 | 5  | 5  | 2 | 2 | 0 | 0 | 4  | 4  | 0 | 0 | 27  | 17  | 5  | 5  | 69.13% |
| Árabe Unido · Panamá           | 1ª                  | C-2017              | 21  | 9  | 5  | 7  | 2 | 1 | 1 | 0 | 2  | 1  | 0 | 1 | 25  | 11  | 6  | 8  | 52%    |
| Árabe Unido · Panamá           | 1ª                  | A-2017              | 21  | 9  | 9  | 3  | - | - | - | - | -  | -  | - | - | 21  | 9   | 9  | 3  | 52.09% |
| Árabe Unido · Panamá           | 1ª                  | A-2019              | 9   | 4  | 3  | 2  | - | - | - | - | -  | -  | - | - | 9   | 4   | 3  | 2  | 55.55% |
| Árabe Unido · Panamá           | 1ª                  | C-2020              | 8   | 5  | 0  | 3  | - | - | - | - | -  | -  | - | - | 8   | 5   | 0  | 3  | 62.5%  |
| Árabe Unido · Panamá           | 1ª                  | C-2021              | 16  | 3  | 7  | 6  | - | - | - | - | -  | -  | - | - | 16  | 3   | 7  | 6  | 33.33% |
| Árabe Unido · Panamá           | 1ª                  | A-2021              | 3   | 1  | 1  | 1  | - | - | - | - | -  | -  | - | - | 3   | 1   | 1  | 1  | 44.44% |
| Árabe Unido · Panamá           | Total               | Total               | 156 | 71 | 45 | 40 | 5 | 3 | 1 | 1 | 10 | 7  | 0 | 3 | 171 | 81  | 46 | 44 | 56.34% |
| Moca FC · República Dominicana | 1ª                  | 2023                | 30  | 16 | 5  | 9  | - | - | - | - | 6  | 4  | 0 | 2 | 36  | 20  | 5  | 11 | 60.19% |
| Moca FC · República Dominicana | Total               | Total               | 30  | 16 | 5  | 9  | 0 | 0 | 0 | 0 | 6  | 4  | 0 | 2 | 36  | 20  | 5  | 11 | 60.19% |
| Total en su carrera            | Total en su carrera | Total en su carrera | 186 | 87 | 50 | 49 | 5 | 3 | 1 | 1 | 16 | 11 | 0 | 5 | 207 | 101 | 51 | 55 | 57%    |
| 1. 2.                          |                     |                     |     |    |    |    |   |   |   |   |    |    |   |   |     |     |    |    |        |

## Palmarés
| #               | Título                | Club            | País         | Año          |
| Como jugador    | Como jugador          | Como jugador    | Como jugador | Como jugador |
| --------------- | --------------------- | --------------- | ------------ | ------------ |
| 1.              | Primera B             | Envigado F. C.  | Colombia     | 1991         |
| 2.              | Anaprof Clausura      | Árabe Unido     | Panamá       | 2008         |
| 3.              | Primera B             | Itagüí Ditaires | Colombia     | 2010         |
| Como Asistente  |                       |                 |              |              |
| 4.              | Superliga de Colombia | Deportivo Cali  | Colombia     | 2014         |
| Como entrenador |                       |                 |              |              |
| 5.              | LPF Clausura          | Árabe Unido     | Panamá       | 2015         |
| 6.              | LPF Apertura          | Árabe Unido     | Panamá       | 2015         |
| 7.              | LPF Apertura          | Árabe Unido     | Panamá       | 2016         |